# Cambria (Californië)
Cambria is een plaats (census-designated place) in de Amerikaanse staat Californië, en valt bestuurlijk gezien onder San Luis Obispo County. Eind 19e eeuw tot 1916 bestond er een Chinese gemeenschap in Cambria. In Greenspace Creekside Reserve ligt een van de vijf nog steeds bestaande 19e-eeuwse Chinese tempels (de andere tempels liggen in Oroville, Marysville, Weaverville en Mendocino) in Californië. De Chinese tempel van Cambria was in handen van het broederschap Chee Kong Tong. De Chinezen werkten hier in de mijnen of leefden van het oogsten van zeewier. In de jaren twintig was vrijwel geen enkele spoor meer van de levendige Chinese gemeenschap die er ooit was.

## Demografie
Bij de volkstelling in 2000 werd het aantal inwoners vastgesteld op 6232.

## Geografie
Volgens het United States Census Bureau beslaat de plaats een oppervlakte van
22,2 km², geheel bestaande uit land. Cambria ligt op ongeveer 35 m boven zeeniveau.

## Plaatsen in de nabije omgeving
De onderstaande figuur toont nabijgelegen plaatsen in een straal van 40 km rond Cambria.